# Ат-Талаба
«Ат-Талаба» (араб. نادي الطلبة) — іракський футбольний клуб з Багдаду, заснований 1969 року, що виступає у найвищому дивізіоні чемпіонату Іраку. «Талаба» перекладається з арабської як «студенти».

## Історія
Клуб був заснований 17 грудня 1969 року під назвою «Аль-Джамеаа». Він представляв Багдадський університет, і Іракська федерація футболу ухвалила рішення про те, що клуб почне виступ у першому дивізіоні (другий рівень системи ліг), минаючи другий і третій дивізіони.
У сезоні 1970/71 команда посіла перше місце і вийшла в прем'єр-лігу, але клуб не зміг у ній закріпитися, посівши останнє місце.
У сезоні 1975/76 клуб повернувся у вищий дивізіон, де виступає по теперішній час.
27 грудня 1977 року клуб було перейменовано в «Ат-Талаба». У сезоні 1980/81 клуб вперше став чемпіоном Іраку, а наступного року повторив це досягнення. За всю свою історію він п'ять разів завойовував цей титул, а також став дворазовим володарем національного кубка. На міжнародній арені найвищим досягненням став вихід у фінал Кубка володарів кубків Азії у 1995 році.

## Досягнення
- Чемпіон Іраку: 1980/81, 1981/82, 1985/86, 1992/93, 2001/02[2]
- Володар Кубка Іраку: 2001/02, 2002/03
- Володар Суперкубка Іраку: 2002

## Відомі гравці
- Хуссейн Саїд (1975–1990)
- Юніс Махмуд (2001–2004, 2015–2016)
- Алі Хуссейн Шибаб (1977–1995)
- Жамаль Алі (1975–1987)